# Heliophobius argenteocinereus
Heliophobius argenteocinereus é uma espécie de roedor da família Bathyergidae. É a única espécie do gênero Heliophobius.
Pode ser encontrado no sul do Quênia, Tanzânia, sudeste da República Democrática do Congo e Moçambique.